# Robert Eriksson (pastor)
Robert Anders Georg Eriksson, ogift Johansson, född 4 januari 1978 i Nässjö, är en svensk pastor inom Equmeniakyrkan, musiker och författare. 

## Biografi
Robert Eriksson hade sin första pastorstjänst på Nimbus-Öckerö missionsförsamling 2003–2008, fyra år av dessa som föreståndare. Efter detta var han föreståndare i Sävedalens missionsförsamling 2008–2015, varefter han blev föreståndare i Betlehemskyrkan i Göteborg år 2016.
År 2014 och 2018 var han tillsammans med Britta Hermansson utfrågare vid Vårgårda möte, då alla riksdagspartiers partiledare frågades ut.
Eriksson har regelbundet andakter i Sveriges radios "morgonandakten i P1". 
År 2014 fick Eriksson stipendium av Stiftelsen för förkovran i Bibelns böcker till pastor Samuel Halldorfs minne med motiveringen att han på samma gång traditionell och nydanande förkunnelse bidragit till att forma en levande gudstjänst i en vital och växande församling.
År 2020 fick Eriksson stipendiet Regnbågsfisken av föreningen Kristna regnbågsrörelsen - EKHO. Priset är ett heders- och förtjänstpris som delas ut till någon som med sitt liv och gärning bidragit till att göra livet lättare för kristna hbtq-personer.
Eriksson har tillsammans med Betlehemskyrkan etablerat ett nära samarbete med hjälporganisationen och församlingsrörelsen Oasis Charitable Trust(en) i England och grundaren Steve Chalke(en). Chalke har tillsammans med kollegan Jill Rowe bjudits in till konferenser som Betlehemskyrkan arrangerat i Göteborg 2016 och 2019 i samverkan med Räddningsmissionen och Reningsborg. 

### Musik
Robert Eriksson är tidigare sångare i grupper som Attention och Folk och har översatt många psalm- och hymntexter, som "Så stor är vår Gud" och "Ära till ditt namn". Eriksson har även arbetat tillsammans med musikern Paul Biktor Börjesson, vilket resulterat i skivorna Pilgrimssånger (2012), Vallfartssånger (2014) och Livets sånger (2016). 
Hösten 2020 initierade Eriksson Betlehemskyrkans musikprojekt Någon skall vaka i världens natt – Ellingsen på svenska. Det resulterade i en skiva med samma namn, utgiven av David Media i april 2021. 
Under 2023 skapade Robert Eriksson nya psalmer för påsken och en gudstjänstliturgi för långfredagen med teologen Åsa Molin och musikern Per Boqvist. Det blev en radiogudstjänst i P1 på långfredagen och de sju sångerna gavs ut under titeln "De sista sju orden" på David Media.
Under sina år som föreståndare har han samverkat med Räddningsmissionen och har bland annat skapat ”Springsteen-mässa för en bättre värld” som ett sätt att belysa behovet av integration i Göteborg och samla in pengar till Räddningsmissionen och Bergsjöns kyrka.

### Antologier
- Söndag - gudstjänst i en ny tid (Libris förlag 2015)
- Kyrkoårets gudstjänster (Argument förlag 2015, 2017, 2020 och 2024)
- Teologi för församlingsbruk (tro & liv skriftserie, Marcus förlag 2017)
- Välkomna varandra (Libris förlag 2017)
- Andakter i gryningen (Verbum förlag 2020)
- Hela mitt hjärta - eftertanke för årets alla dagar (Verbum förlag 2021)
- En enda kropp - vägar till en hbtq-inkluderande församling (Argument förlag 2022)